# Nené/Tema di Ju
Nené/Tema di Ju è il terzo singolo di Francesco Guccini pubblicato in Italia nel 1977 dalla EMI; i brani fanno parte della colonna sonora del film Nenè diretto da Salvatore Samperi.

## Tracce
Musiche di Francesco Guccini.
1. Nené – 3:20
2. Tema di Ju – 2:33

Durata totale: 5:53

## Musicisti
- Juan Carlos Biondini: chitarra